# Mitsubishi FTO
Der Mitsubishi FTO ist ein Sportcoupé mit Frontantrieb, das von 1994 bis 2000 vom japanischen Automobilhersteller Mitsubishi Motors produziert wurde. 

## Geschichte
Ursprünglich war der Mitsubishi FTO ausschließlich für den japanischen Markt geplant, aber seine Popularität als Graumarkt-Import nach Großbritannien und Australien führte dazu, dass das Modell von den dortigen Importeuren in begrenzter Stückzahl später offiziell angeboten wurde. 
FTO steht für „Fresh Touring Origination“, und Mitsubishi beschrieb es als „a touring model overflowing with freshness, youthfulness, [and] originality“. Der Name war bereits 1971 für das Galant Coupe FTO verwendet worden, eines der ersten Mitsubishi-Sportcoupés.
Angeboten wurde der FTO mit zwei verschiedenen Ottomotoren, einem 1.8-Liter-Vierzylinder mit 93 kW (126 PS) sowie einem 2.0-Liter-V6 (6A12), der aber im Lauf der Bauzeit in verschiedenen Leistungsstufen von 125 bis 147 kW (170 bis 200 PS) erhältlich war.
1994 wurde der FTO zum „Auto des Jahres“ in Japan gewählt. Mitsubishi produzierte daraufhin eine limitierte Auflage des GPX-Modells. Das Modell wurde in Löwenzahngelb lackiert und hatte „94-95 Japan Car of the Year“-Embleme an der C-Säule.

1997 erhielt der FTO ein kleines Facelift. Aus den ursprünglich zwei Lufteinlässen wurde ein einziger großer Lufteinlass, der in einen nach vorne gerichteten Frontsplitter über die gesamte Breite integriert wurde. Aus den beiden zusätzlichen Nebel- und Blinkleuchtenpaaren wurden vier kreisförmige Leuchten, die jeweils in den neuen Stoßfänger eingelassen sind. Die Scheinwerfer wurden ebenfalls geändert, um die Standlichter des Fahrzeugs zu integrieren.

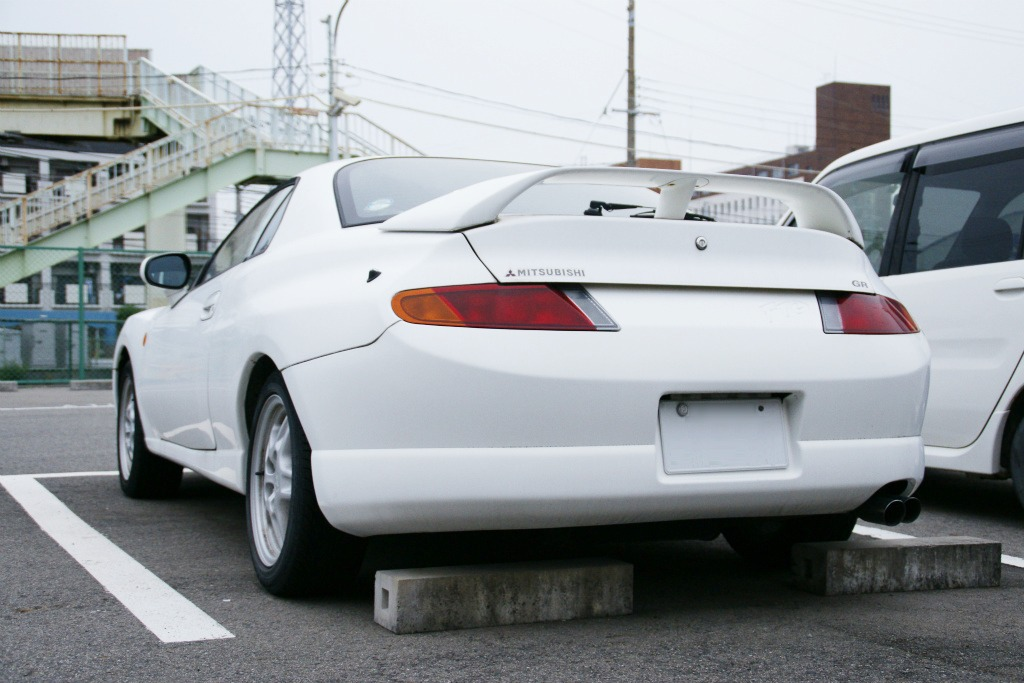
Heckansicht
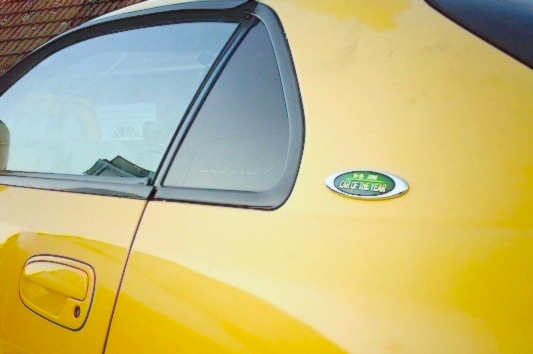
„94-95 Japan Car of the Year“-Emblem
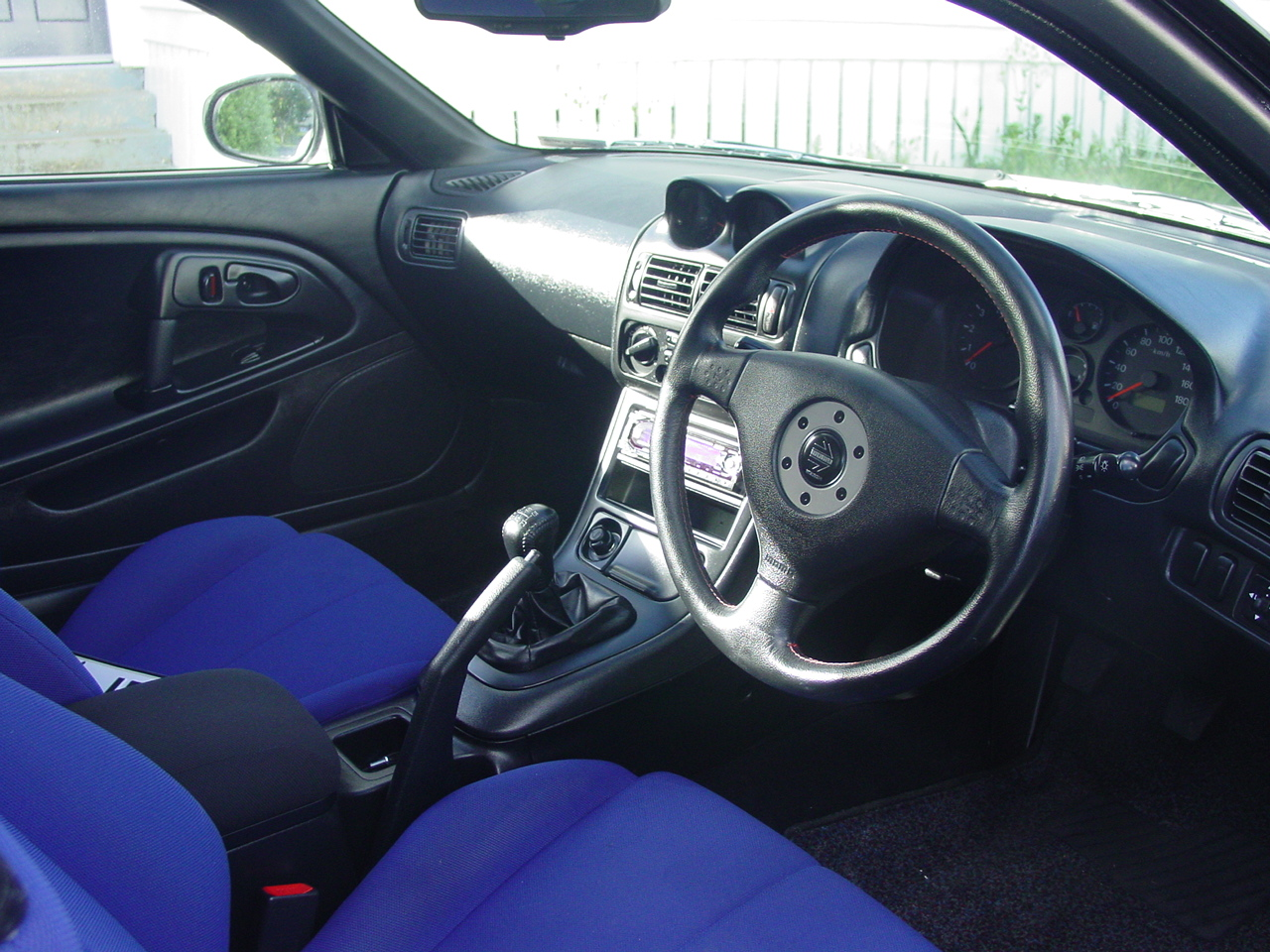
Innenraum
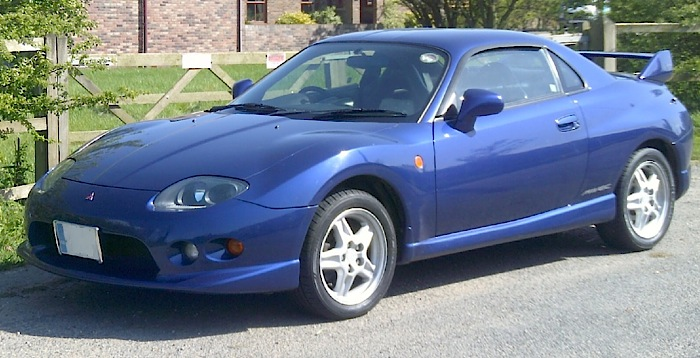
Facelift (1997–2000)

## Motorenübersicht

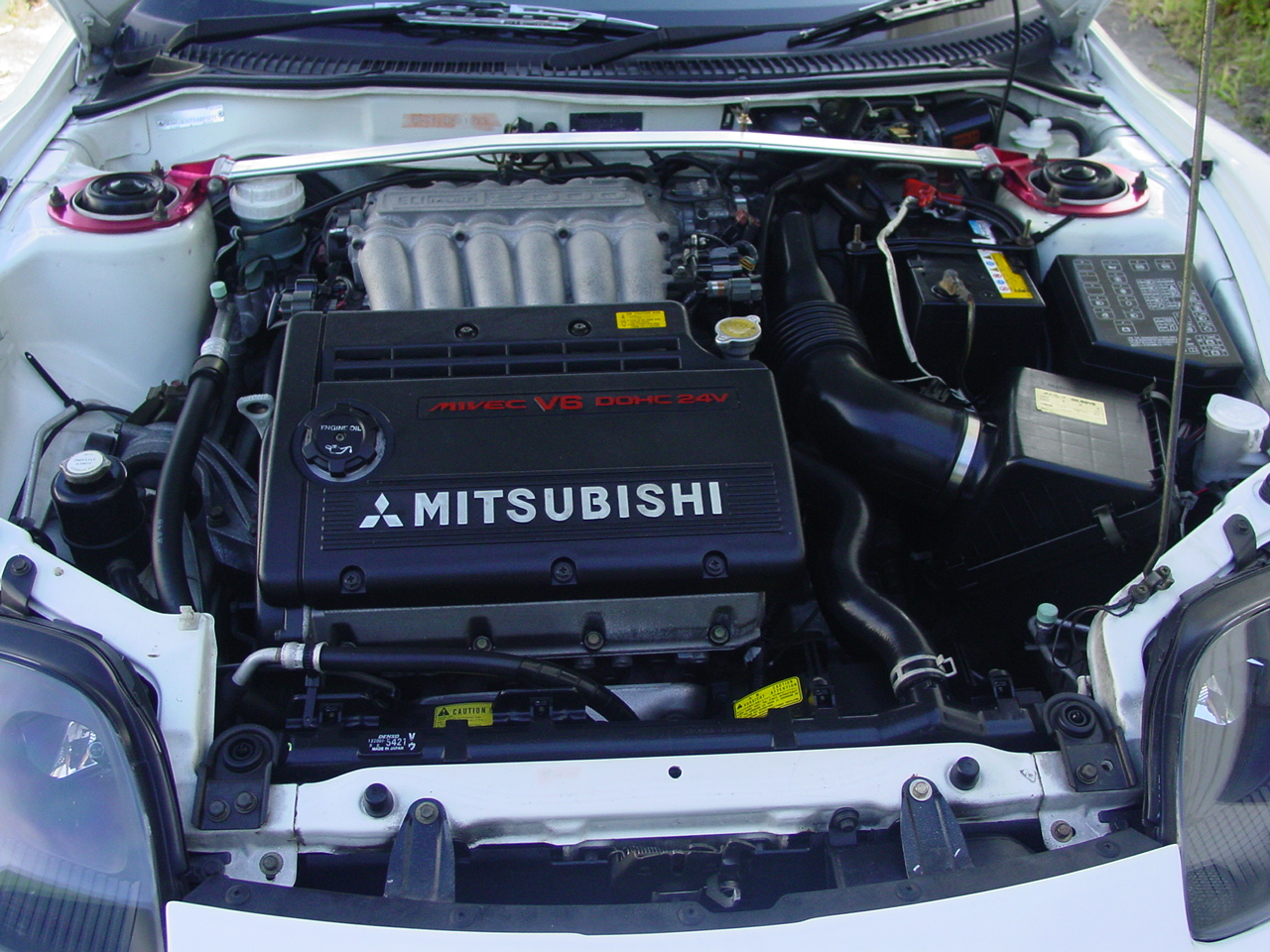
6A12 MIVEC in einem FTO GP

| Modell                         | Hubraum  | Motor             | Leistung                     |
| ------------------------------ | -------- | ----------------- | ---------------------------- |
| 1.8 i 16V GS                   | 1834 cm² | R4 SOHC 16V       | 93 kW (126 PS) bei 6000/min  |
| 2.0 i V6 24V GR                | 1998 cm² | V6 DOHC 24V       | 127 kW (173 PS) bei 7000/min |
| 2.0 i V6 24V GX Sports Package | 1998 cm² | V6 DOHC 24V       | 132 kW (180 PS) bei 7000/min |
| 2.0 i V6 24V GP/GPX            | 1998 cm² | V6 DOHC 24V MIVEC | 147 kW (200 PS) bei 7500/min |

## Stückzahlen
| Jahr  | Stück  |
| ----- | ------ |
| 1994  | 20.074 |
| 1995  | 9741   |
| 1996  | 2930   |
| 1997  | 1960   |
| 1998  | 1033   |
| 1999  | 616    |
| 2000  | 160    |
| Summe | 36.512 |

| Mitsubishi FTO                   | 1800                                                | 2000                                                    | 2000 HO                                                 |
| -------------------------------- | --------------------------------------------------- | ------------------------------------------------------- | ------------------------------------------------------- |
| Motor:                           | 4-Zylinder-Reihenmotor (Viertakt)                   | 6-Zylinder-V-Motor (Viertakt), Gabelwinkel 60°          | 6-Zylinder-V-Motor (Viertakt), Gabelwinkel 60°          |
| Hubraum:                         | 1834 cm³                                            | 1999 cm³                                                | 1999 cm³                                                |
| Bohrung × Hub:                   | 81 × 89 mm                                          | 78,4 × 69 mm                                            | 78,4 × 69 mm                                            |
| Leistung bei 1/min:              | 92 kW (125 PS) bei 6000                             | 125 kW (170 PS) bei 7000                                | 147 kW (200 PS) bei 7500                                |
| Max. Drehmoment bei 1/min:       | 162 Nm bei 4500                                     | 186 Nm bei 4400                                         | 200 Nm bei 6000                                         |
| Verdichtung:                     | 9,5:1                                               | 10,0:1                                                  | 10,0:1                                                  |
| Gemischaufbereitung:             | Elektronische Einspritzung                          | Elektronische Einspritzung                              | Elektronische Einspritzung                              |
| Ventilsteuerung:                 | Obenliegende Nockenwelle, Antrieb über Zahnriemen   | 2 × 1 obenliegende Nockenwelle, Antrieb über Zahnriemen | 2 × 1 obenliegende Nockenwelle, Antrieb über Zahnriemen |
| Kühlung:                         | Wasserkühlung                                       | Wasserkühlung                                           | Wasserkühlung                                           |
| Getriebe:                        | 5-Gang-Getriebe a.W. Viergangautomatik Frontantrieb | 5-Gang-Getriebe a.W. Viergangautomatik Frontantrieb     | 5-Gang-Getriebe a.W. Viergangautomatik Frontantrieb     |
| Radaufhängung vorn:              | Dreieckquerlenker, Federbeine, Schraubenfedern      | Dreieckquerlenker, Federbeine, Schraubenfedern          | Dreieckquerlenker, Federbeine, Schraubenfedern          |
| Radaufhängung hinten:            | Längs- und Querlenker, Schraubenfedern              | Längs- und Querlenker, Schraubenfedern                  | Längs- und Querlenker, Schraubenfedern                  |
| Bremsen:                         | Scheibenbremsen rundum (vorne innenbelüftet), Servo | Scheibenbremsen rundum (vorne innenbelüftet), Servo     | Scheibenbremsen rundum (vorne innenbelüftet), Servo     |
| Lenkung:                         | Zahnstangenlenkung, a.W. Servo                      | Zahnstangenlenkung, a.W. Servo                          | Zahnstangenlenkung, a.W. Servo                          |
| Karosserie:                      | Stahlblech, selbsttragend                           | Stahlblech, selbsttragend                               | Stahlblech, selbsttragend                               |
| Spurweite vorn/hinten:           | 1475/1470 mm                                        | 1475/1470 mm                                            | 1475/1470 mm                                            |
| Radstand:                        | 2500 mm                                             | 2500 mm                                                 | 2500 mm                                                 |
| Abmessungen:                     | 4320 × 1735 × 1300 mm                               | 4320 × 1735 × 1300 mm                                   | 4320 × 1735 × 1300 mm                                   |
| Leergewicht:                     | 1100 kg                                             | 1150 kg                                                 | 1170 kg                                                 |
| Höchstgeschwindigkeit:           | ca. 200 km/h                                        | ca. 220 km/h                                            | ca. 230 km/h                                            |
| 0–100 km/h (Werk):               | nicht angegeben                                     | nicht angegeben                                         | nicht angegeben                                         |
| Verbrauch (Liter/100 Kilometer): | ca. 6–11 S                                          | ca. 8–13 S                                              | ca. 8–14 S                                              |

## Quelle
- Automobil Revue, Katalognummer 1998 (technische Daten).